# 수주 김씨
수주 김씨(樹州金氏)는 한국의 성씨이다.
시조 김정실(金鼎實)은 신라 경순왕의 20세손으로, 고려의 소감(少監)을 지냈다.

## 참고 자료
- “수주김씨(樹州金氏)”. 뿌리를 찾아서.[깨진 링크(과거 내용 찾기)]